# パンピロ・フィルポ
パンピロ・フィルポ（Pampero Firpo、本名：Juan Kachmanian、1930年4月6日 - 2020年1月9日）は、アルゼンチン出身のプロレスラー。リングネームは、アルゼンチンの公用語であるスペイン語で「パンパの野牛」の意味を持つ。
モジャモジャに伸ばした髪と髭、しゃがれた唸り声など、原始人スタイルの悪相ヒールとして、アメリカ合衆国の中西部や太平洋岸を主戦場に活動した。体格的には小柄ながら、その野獣系のギミックはブルーザー・ブロディ、"Oooohhhh Yeaaahh!" という独自のマイクパフォーマンスはランディ・サベージにも影響を与えている。

## 来歴
父親はボクシングのプロモーターで、自身もボクシングやレスリングを学び、アルゼンチン陸軍を除隊後にプロレスラーとしてデビュー。渡米後の1957年より、NWAのテキサス東部地区でイワン・ザ・テリブル（Ivan the Terrible）と名乗って活動。同年8月30日、ヒューストンにてドン・レオ・ジョナサンからNWAテキサス・ヘビー級王座を奪取。1959年2月20日にはオクラホマ州オクラホマシティにおいて、アンジェロ・サボルディを破りNWA世界ジュニアヘビー級王座を獲得している。
1960年、パンピロ・フィルポ（Pampero Firpo）のリングネームでWWWFの前身団体であるキャピトル・レスリング・コーポレーションに進出。同郷のアントニオ・ロッカをはじめ、エドワード・カーペンティアやブルーノ・サンマルチノとも対戦した。1962年5月19日には、ニューヨークのサニーサイド・ガーデンズにてバディ・ロジャースのNWA世界ヘビー級王座に挑戦している。
その後は太平洋岸のテリトリーに入り、オレゴンでは1964年6月23日にニック・ボックウィンクルからNWAパシフィック・ノースウエスト・ヘビー級王座を奪取。ロサンゼルスでは1967年、メキシコでの王座決定戦で同じくアルゼンチン出身のコロソ・コロセッティを破ったとして、WWA世界ヘビー級王座の後継タイトルとなるNWAアメリカス・ヘビー級王座の初代王者に認定された。
1967年4月、日本プロレスに初来日。1968年8月と1970年4月にも日本プロレスに参戦しており、初来日時と3度目の来日時にはワールドリーグ戦に出場してジャイアント馬場やアントニオ猪木とも対戦した。1970年の第12回大会では、ザ・コンビクトのマネージャー役も務めている。
その間、アメリカではハワイにて、ミッシング・リンク（The Missing Link）の別名義で活動。1969年7月にカーティス・イヤウケア、1970年1月14日にリッパー・コリンズを破り、NWAハワイ・ヘビー級王座を2回獲得している。なお、ミッシング・リンクのリングネームは、1980年代に入ってデューイ・ロバートソンに継承された。
1972年にはニューヨークに再登場、5月22日のマディソン・スクエア・ガーデンでの定期戦において、ペドロ・モラレスのWWWFヘビー級王座に挑戦した。その後はザ・シークが主宰していたデトロイトのNWAビッグタイム・レスリングを主戦場として、8月12日にボボ・ブラジルからフラッグシップ・タイトルのUSヘビー級王座を奪取。以降もブラジルを相手に、同王座を巡る抗争劇を展開した。
1974年はロサンゼルスのNWAハリウッド・レスリングにて、8月16日にアーニー・ラッド、11月22日にジョン・トロスを破り、初代王者であるアメリカス・ヘビー級王座を獲得。1975年7月から1976年5月にかけてはバーン・ガニア主宰のAWAで活動し、ベビーフェイスのポジションでバロン・フォン・ラシクと抗争。ビル・ロビンソンやクラッシャー・リソワスキーともタッグを組み、ボックウィンクルのAWA世界ヘビー級王座にも挑戦した。
デトロイトに戻ると、1976年7月17日にシークを下してUSヘビー級王座に返り咲き、10月16日にドン・ケントに敗れるまで戴冠。その後はカルガリーのスタンピード・レスリングやサンフランシスコ地区などを経て、1979年にプエルトリコのWWCに登場。7月31日にアブドーラ・ザ・ブッチャーからプエルトリコ・ヘビー級王座を奪取するが、9月22日にカルロス・コロンに奪回されている。
1980年7月、ラッドやブルーザー・ブロディと共に全日本プロレスに来日。10年ぶりの日本マット登場を果たしたが、以降はセミリタイアの状態となり、1981年にサンフランシスコ地区の興行に時折出場してキラー・トーア・カマタなどと対戦。その後、1986年10月17日に引退試合を行った。
引退後は、居住地であるカリフォルニア州サンノゼにて郵便局員となって働いていた。アルゼンチンからアメリカへ渡った当時は英語をほとんど話せなかったが、後に母語のスペイン語を含め、英語、ドイツ語、フランス語、ポルトガル語など数か国語のマルチリンガルになったという。
2020年1月9日、89歳で死去。

## 得意技
- エル・ガリフォ（El Garfio）[1]
- ベアハッグ[1]
- 噛みつき・かきむしり・凶器など反則攻撃全般

## 獲得タイトル
ナショナル・レスリング・アライアンス
- NWA世界ジュニアヘビー級王座：1回[7]

サウスウエスト・スポーツ・インク
- NWAテキサス・ヘビー級王座：1回[6]
- NWAテキサス・タッグ王座：1回（w / ニキタ・ゾロトフ）[27]
- NWA世界タッグ王座（テキサス東部版）：1回（w / トニー・ボーン）[28]

パシフィック・ノースウエスト・レスリング
- NWAパシフィック・ノースウエスト・ヘビー級王座：1回[10]

NWAハリウッド・レスリング
- NWAアメリカス・ヘビー級王座：3回[11]
- NWAアメリカス・タッグ王座：1回（w / ジャック・エバンス）[29]

ミッドアトランティック・チャンピオンシップ・レスリング
- NWA南部タッグ王座（ミッドアトランティック版）：1回（w / ラリー・ハミルトン）[30]

NWAミッドパシフィック・プロモーションズ
- NWAハワイ・ヘビー級王座：2回[17]
- NWAハワイ・タッグ王座：1回（w / ジム・ヘイディ）[31]

NWAデトロイト
- NWA USヘビー級王座（デトロイト版）：4回[19]

ワールド・レスリング・カウンシル
- WWCプエルトリコ・ヘビー級王座：1回[22]

オールスター・レスリング
- ネブラスカ・ヘビー級王座：1回[32]